# Устав Киргистана
Устав Киргистана је врховни закон Републике Киргистан. Киргистан је први пут добио устав 1993. године, годину и по дана након што је земља стекла независност од Совјетског Савеза 1991. године. Прошао је кроз неколико устава, а последњи је усвојен у априлу 2021. године.

## Историја
Устав из 1993.
Први устав је усвојен 5. маја 1993. године.
Устав из 1993. је мењан неколико пута: прво 10. фебруара 1996., затим 2. фебруара 2003. и коначно два пута брзо узастопно 9. новембра 2006. и 15. јануара 2007. након Револуције лала у марту 2005. Последња два амандмана су усвојена под притиском од дуготрајних јавних протеста у главном граду Бишкеку, али их је у септембру 2007. поништио Уставни суд, који је вратио устав из 2003. и отворио пут за још један уставни референдум у октобру 2007.
Устав из 2021.
Актуелни устав Киргистана усвојен је на референдуму 11. априла 2021. који је заменио Устав Киргистана из 2010. године. Поново је увео снажног председника у земљу, смањујући моћ законодавне власти. Вил Партлет описује нови устав као увођење структурних промена које „померају Киргистан од система провере и равнотеже полупредседништва ка облику председништва који је близак ауторитарном стилу 'крунског председништва' у пост-совјетском Евроазијски простор“.

## Устав из 2007. године
Нови устав Киргистана усвојен је на референдуму 21. октобра 2007. Заснован је на првом постсовјетском уставу првобитно усвојеном 5. маја 1993. године.
Устав из 1993. је мењан неколико пута: прво 10. фебруара 1996., затим 2. фебруара 2003. и коначно два пута брзо узастопно 9. новембра 2006. и 15. јануара 2007. након Револуције лала у марту 2005. Последња два амандмана су усвојена под притисак дуготрајних јавних протеста у главном граду Бишкеку, али их је у септембру 2007. поништио Уставни суд, који је вратио устав из 2003. и отворио пут за још један уставни референдум у октобру 2007. Опис који следи заснива се на тексту Устав из октобра 2007.
Овај устав је замењен Уставом Киргистана из 2010. у јуну 2010. године.

## Члан 1
Република Киргистан (Киргистан) је суверена, унитарна, демократска, уставна, секуларна, социјална држава. Грађани Киргиске Републике бирају председника, представнике у Врховну скупштину ( Јогорку Кенеш) и представнике у локални кенеши (веће). Избори су слободни и заснивају се на једнаком, општем, директном и тајном гласању.

## Члан 4
Киргистан признаје приватну, општинску, државну и друге облике својине. Земљиште и друга природна добра могу бити и у приватној, општинској, државној и другим облицима својине.

## Члан 5
Државни језик Киргиске Републике је киргишки језик. Руски језик се користи као службени језик Киргиске Републике. Република Киргистан гарантује свим националностима које чине киргиски народ право на очување матерњег језика и стварање услова за његово учење и развој.

## Члан 8
Ниједна религија не може бити призната као државна или обавезна религија у Киргиској Републици. Киргистанска република признаје политичку разноликост. Забрањено је спајање државних и партијских институција. Забрањено је стварање партија на верским принципима. Верске организације и верске личности не смеју се мешати у послове владе.

## Члан 12
Устав је врховни закон Киргиске Републике.

## Остала поглавља
Поглавље 2 (чланови 13-41) бави се људским правима, индивидуалним слободама и основним дужностима грађана.
Поглавље 3 (чланови 42-53) посвећено је институцији председника. Председник се бира на пет година и исто лице не може бити дуже од два узастопна мандата (члан 43). Председник именује премијера и чланове владе (члан 46), што подразумева да је Киргистан председничка република .
Поглавље 4 (чланови 54-67) описује Јогорку Кенеш, једнодомни парламент Киргистана. Скупштину чини 90 посланика који се бирају на пет година пропорционалним гласањем по партијским листама (члан 54).
Поглавље 5 (чланови 68-76) описује извршну власт. Влада је организована у министарства и државне комитете. Ако се састоји од председника владе, потпредседника владе, министара и председника државних одбора (члан 68). Извршну власт у покрајинама и окрузима имају органи локалне државне управе (чл. 75-76).
Поглавља 6-7 (чланови 77-92) посвећена су судској власти. Судије су независне и поштују само Устав и законе (члан 83). Деветочлани Уставни суд је врховни судски орган коме је поверена заштита Устава (члан 85).
Поглавље 8 (чланови 93-97) бави се локалном самоуправом у Киргиској Републици. Локалну самоуправу спроводе месне заједнице или њихови изабрани локални представници (члан 93). Систем локалне самоуправе чине начелници округа, села и општина и локални кенеши – представничке скупштине које се бирају на локалном нивоу (члан 94).
Поглавље 9 утврђује референдумске процедуре за промену устава.

## Овлашћења
Нацрт
Први нацрт устава ставио је Службу националне безбедности и Главно тужилаштво под контролу законодавне власти. Председнику ће бити потребно законодавно одобрење да разреши челове Централне изборне комисије и Рачуноводствене коморе. Политичка партија са највише посланика у парламенту би именовала премијера. Чланство у парламенту би се повећало са 75 на 90 места. Опозициони посланик Азимбек Бекназаровје рекао: "Што се тиче формирања владе, ако странка освоји више од 50 одсто места у парламенту, један од њених представника ће аутоматски бити премијер. Ако ниједна странка нема већину, председник ће поверити странку који је добио највише гласова са задатком да изабере премијера. Премијер ће формирати владу коју ће одобрити председник“.
Компромисни амандмани
Посланици су се сложили са два Бакијева амандмана на нацрт устава: његовим потписом као једним од коаутора устава и правом председника да именује локалне судије. Опозициони посланик Темир Саријев рекао је да ако влада не успе да „усвоји нови устав и пошаље људе кући до вечерас, онда можемо да се нађемо у тешкој ситуацији. Председник је то морао да схвати. Постоје, у историји једне државе, неки важни моменти. Наш једини захтев је да Бакијев брзо спроведе реформе. Председник то мора да уради, мора да се понаша као одговоран политичар." Бакијев ће остати председник, а Феликс Кулов премијер до 2010. јер је Бакијев потписао Устав.

## Пре одобрења
Протести
Тхе Фор Реформс! опозициона коалиција објавила је 2006-11-01 да планира да има 10.000 присталица на улицама Бишкека следећег дана, протестујући због уоченог недостатка уставне реформе коју је Бакијев обећао када су га бирачи изабрали у јулу 2005. Двадесет и пет опозиционих посланика такође је позвало Бакијева да одобри нови устав или поднесе оставку и оптужило администрацију да се није бавила корупцијом и растућим криминалом . Влада Киргистана је одговорила издавањем саопштења за јавност у којем се наводи да „Киргистан пролази кроз један од најважнијих тренутака у својој историји... Влада позива на мудрост, дијалог и сарадњу свих политичких снага у циљу очувања мира и стабилности зарад будуће демократије и цивилизованог развоја Киргистана.“ 
Као што је опозициона коалиција обећала, хиљаде За Реформе! демонстранти су поставили шаторе и јурте на тргу Ала-Тоо у Бишкеку. Демонстранти су носили плакате, држали говоре и пуштали патриотску музику на тргу и испред зграде председничке канцеларије у близини, док је стотине полицајаца пратило ситуацију. Полиција у Бишкеку процењује да је било 5.000 демонстраната, док дописници ББЦ Невса процењују да их је било најмање 10.000. Многи власници предузећа су затворили и затворили своје радње, плашећи се понављања пљачке која се догодила током Револуције лала 2005. уколико Бакијев и опозиција не успеју да постигну компромис. Премијер Феликс Кулов је 3. новембра оптужио опозицију за покушај државног удара, на основу снимка служби безбедности о наводним разговорима између опозиционих лидера. Међутим, Бакијев је умањио ову претњу, рекавши да „нема снага да изврше државни удар. Али намере постоје“. Опозициони лидери одбацили су оптужбе.
Протести су достигли врхунац 7. новембра када су За Реформе! демонстранти и пробакијевски демонстранти су се жестоко сукобили на тргу испред зграде парламента. Неколико људи је повређено у сукобу, а полиција је употребила сузавац да растера масу.

## Напади на медије
Марат Токојев, шеф невладине организације Новинари, пожалио се 8. новембра да су веб-сајтови АКИпресс и новинских агенција 24.кг хаковани 2. новембра. Као резултат напада, обе веб-странице су постале недоступне изван Киргистана до 7. новембра. Званичници за Тазар.кг, још један медиј, рекли су да су хакери уништили њихову архиву вести, принудивши привремено затварање њихове веб странице. Независне ТВ станице НТС и Пирамида такође су имале проблеме са преносом током протеста, које су приписали неидентификованим нападачима.

## Одобрење у парламенту
2006-11-08, председник Врховног савета Киргистана, Марат Султанов, објавио је да је законодавна власт усвојила нови устав након што је два пута прочитао документ наглас. Након читања он је рекао: „Сада, драге колеге, предлажем да овај предлог -- извините, овај устав -- изгласате у другом читању. Молим вас, наставите!... устав се усваја са 65 'за' гласови!" Посланици су потом навијали. Од 71 члана Врховног савета, 68 је гласало за нови устав. Тројица нису гласала довољно брзо да би била пребројана када је Султанов то објавио. Поздрави су уследили након изјаве посланика Акматмека Кедилбекова да је "нација та која је победила. Победили су и председник и опозиција!"Целокупно заседање Скупштине трајало је мање од сат времена.
Државни секретар Адакхан Мадумаров рекао је посланицима пре седнице да је Бакијев одобрио нацрт и потписао амандмане који омогућавају парламенту да донесе устав. Када су новинари питали Мадумарова зашто је Бакијеву требало толико времена да потпише амандмане, Мадумаров је одговорио: „Дуго? Знате колико су те законодавне процедуре тешке. Сваку тачку, сваку тачку, сваки зарез морају испитати правни стручњаци и они онда морају дати своје закључке председнику. Ово је норма за све нацрте закона, не само за овај. Али будите уверени да ће га председник потписати данас." 

## Контроверза о одобрењу објаве
Иако је Бакијев потписао нови устав 9. новембра, његов садржај је наставио да се ревидира током наредних месеци усред много политичких превирања која су кулминирала оставком кабинета, укључујући премијера Феликса Кулова, 2006-12-19. Након оставке, Бакијев се залагао за усвајање измена новембарског устава којима би се вратио већи део председничких овлашћења која су претходном верзијом уступљена парламенту. После много политичких препирки, нови устав је донео парламент 30.12.2006., а потписао га је Бакијев 15. јануара 2007. Ова верзија је поништила многе промене новембарског устава, овлашћујући председника да, између осталог, именује премијера уз потврду законодавног тела и да именује и разрешава регионалне гувернере и шефове безбедности без одобрења парламента. Опозициони посланик Азимбек Бекназаров је приметио: „По новом издању устава, председник Курманбек Бакијев има више моћи него његов претходник Аскар Акаев“.

## Пресуда Уставног суда
Уставни суд Киргистана је 14. септембра 2007. године одлучио да су оба пакета амандмана незаконита и навео да је устав из 2003. правно на снази. Као одговор, председник Бакијев је расписао уставни референдум за 21. октобар 2007.

## Устав из 2010. године
Референдум је прошао са 90% гласова и 70% излазности бирача, упркос томе што је 400.000 људи, углавном етничких Узбекистанаца, побегло од етничког насиља на југу земље, а који се још увек нису вратили. Тиме је замењен старији устав .
Устав је заменио стари одмах по објављивању резултата гласања, иако према документу, ограничени делови ступају на снагу тек касније.
Упркос страховима од нелегитимности због недавног насиља, није било већих извештаја о насиљу или превари током избора. Међународне посматрачке организације као што је Организација за европску безбедност и сарадњу одобриле су гласање. Пре дана гласања влада је бацила летке над Бишкеком, позивајући грађане да остану мирни и да имају на уму будућност своје земље.
Подршка уставу била је снажна у целој земљи и међу свим главним етничким групама, упркос релативно малом одзиву бирача на југу земље и неким страховима да ће парламентарни систем бити слабији од једног јаког председника.
Прије израде документа добијен је допринос Венецијанске комисије, која је касније рекла да је задовољна резултатом.
Руски председник Дмитриј Медведев изразио је забринутост да би то довело до нестабилности и нестабилности, што би довело до екстремизма .

## Утицај
Устав је донео законски помак у политици земље од председничког система ка парламентарном систему, смањујући моћ председника. Последња два председника Киргистана под старим системом, Аскар Акајев и Курманбек Бакијев, збачени су у револуцијама.
Према новом уставу, председник служи само један шестогодишњи мандат и не може бити поново биран. Иако је председник слабији у новом систему него раније, председништво није фигура као у многим парламентарним системима. Председник има право вета и могућност да именује шефове државних органа.
Устав ограничава било коју политичку партију на 65 од 120 места у парламенту, што је необичан начин да се ограничи концентрација моћи. Поред тога, политичке странке се не могу оснивати на националној или верској основи, а припадницима полиције, оружаних снага и правосуђа забрањено је учлањивање у странке.
У документу се значајно помињу људска права у Киргистану, посебно одељак два. Он проглашава мушкарце и жене једнакима и забрањује дискриминацију у члану 16. Права затвореника су наведена у члану 20, укључујући забрану смртне казне и мучења.

## Локација
Током 2016. године, док се разматрало усвајање неколико амандмана на устав, владини званичници нису могли да пронађу оригинални документ. Канцеларија председника Алмазбека Атамбајева тврдила је да Министарство правде поседује устав, док је Министарство саопштило да је документ у рукама Председничке администрације. Председнички кабинет је на крају тврдио да оригинална копија документа никада није постојала, већ је једноставно поново штампана у новинама када је усвојена 2010. .

## Дијелови устава
Устав је подељен на девет делова који се састоје од 114 засебних чланова. Делови, који су структурисани слично старом уставу су:
1. Основе уставног поретка
2. Права и слободе човека и грађанина
3. председник Киргистана
4. Законодавна власт Киргиске Републике
5. Извршна овлашћења Киргиске Републике
6. Судска овлашћења Републике Киргизије
7. Друге владине агенције
8. Локална самоуправа
9. Како извршити промене у овом уставу
Поред тога, постоји последњи одељак који детаљно описује спровођење устава, укључујући датум ступања на снагу, поништавање претходног устава и стварање привремене владе.